# Чемпионат мира по настольному теннису 1939
Чемпионат мира по настольному теннису 1939 года прошёл с 6 по 11 марта в Каире (Египет).

## Медалисты
| Разряд                   | Золото                                                                         | Серебро                                                                                          | Бронза                                                                             |
| ------------------------ | ------------------------------------------------------------------------------ | ------------------------------------------------------------------------------------------------ | ---------------------------------------------------------------------------------- |
| Мужской одиночный разряд | Ричард Бергман                                                                 | Алойзы Эрлих                                                                                     | Богумил Ваня                                                                       |
| Мужской одиночный разряд | Ричард Бергман                                                                 | Алойзы Эрлих                                                                                     | Жарко Долинар                                                                      |
| Женский одиночный разряд | Власта Депетрисова                                                             | Гертруда Притци                                                                                  | Мария Кеттнерова                                                                   |
| Женский одиночный разряд | Власта Депетрисова                                                             | Гертруда Притци                                                                                  | Самиха Наили                                                                       |
| Мужской парный разряд    | Виктор Барна Ричард Бергман                                                    | Мирослав Гамр Йозеф Тартатовер                                                                   | Джеффри Хайд Хаймэн Лёри                                                           |
| Мужской парный разряд    | Виктор Барна Ричард Бергман                                                    | Мирослав Гамр Йозеф Тартатовер                                                                   | Рауль Бедок Мишель Агенауэр                                                        |
| Женский парный разряд    | Хильде Буссман Гертруда Притци                                                 | Анжелика Аделстейн Шари Колошвари                                                                | Власта Депетрисова Вера Вотрубцова                                                 |
| Женский парный разряд    | Хильде Буссман Гертруда Притци                                                 | Анжелика Аделстейн Шари Колошвари                                                                | Мария Кеттнерова Самиха Наили                                                      |
| Микст                    | Богумил Ваня Вера Вотрубцова                                                   | Вацлав Тереба Мария Кеттнерова                                                                   | Марсель Геаргура Хильде Буссман                                                    |
| Микст                    | Богумил Ваня Вера Вотрубцова                                                   | Вацлав Тереба Мария Кеттнерова                                                                   | Мансур Хельми Гертруда Притци                                                      |
| Мужской командный турнир | Чехословакия · Вацлав Тереба · Мирослав Хамр · Рудольф Карлечек · Богумил Ваня | Югославия · Жарко Долинар · Тибор Харангозо · Адольф Херскович · Ладислав Хекснер · Макс Маринко | Англия · Эрнест Бабли · Джеффри Хайд · Хаймэн Лёри · Кеннет Стэнли · Артур Вилмотт |
| Женский командный турнир | Германия · Хильде Буссман · Гертруда Притци                                    | Чехословакия · Мария Кеттнерова · Власта Депетрисова · Вера Вотрубцова                           | Румыния · Анжелика Аделстейн · Шари Колошвари                                      |